# باشگاه فوتبال اسپارتاک ایروان
باشگاه فوتبال اسپارتاک ایروان (انگلیسی: Spartak Yerevan FC) یک باشگاه فوتبال در شهر ایروان و در کشور ارمنستان می‌باشد که در لیگ برتر فوتبال ارمنستان بازی می‌کرد. این باشگاه در سال ۲۰۰۰ تأسیس شد و در سال 2003 منحل شد.

## آمار لیگ
| ارمنستان (۱۹۹۲ – ۱۹۹۹) |          |     |      |     |       |      |        |          |     |        |      |
| فصل                    | دسته     | سطح | بازی | برد | تساوی | باخت | گل زده | گل خورده | +/- | امتیاز | مکان |
| ۲۰۰۱                   | لیگ برتر | ۱   | ۲۲   | ۱۵  | ۳     | ۴    | ۵۷     | ۱۳       | +۴۴ | ۴۸     | ۳.   |
| ۲۰۰۲                   | لیگ برتر | ۱   | ۲۲   | ۱۵  | ۴     | ۳    | ۵۸     | ۱۶       | +۴۲ | ۴۹     | ۴.   |

## رقابت اروپایی
| فصل     | رقابت     | دور     | باشگاه    | بازی رفت | بازی برگشت | در مجموع |
| ------- | --------- | ------- | --------- | -------- | ---------- | -------- |
| ۲۰۰۲/۰۳ | لیگ اروپا | مقدماتی | سروت ۱۸۹۰ | ۲:۲      | ۰:۳        | ۰:۵      |